# إجهاد مزمن
الإجهاد المزمن ينتج بسبب الاستجابة للضغط العاطفي الذي يعاني منه الفرد لفترة طويلة من الزمن حتى يجد الشخص نفسه أن فقد قدرته على التحكم به. فهو يعتمد على استجابة جهاز الغدد الصماء الذي يقوم بإفراز الكورتيكوستيرويدات. تعتبر بعض الآثار المباشرة لهرمونات التوتر مفيدة في حالات معينة ولفترة قصيرة المدى، فيما يعتبرالتعرض الطويل لمثل هذا الإجهاد مسبب لإرتفاع هذه الهرمونات. وبالتلي قد يؤدي إلى إرتفاع ضغط الدم (وبالتالي يؤدي لأمراض القلب نتيجة لذلك). كما قد يسبب تلفًا في الأنسجة العضلية، وتثبيط النمو وتثبيط لجهاز المناعة وإلحاق الضرر بالصحة العقلية.

## التطور التاريخي
يعزى بالفضل لـ هانز سيلي (1907-1982), والذي يعرف باسم أبو التوتر. الدراسة الأولى وتحديد الإجهاد. فقد قام بدراسة تأثير الإجهاد من خلال تعرض فئران المختبر لمختلف الضغوط النفسية، والمتضدية والبيئية، بما في ذلك التمارين المفرطة، والجوع، والتعريض لدرجات حرارة عالية. فقد توصل إلى أنه بغض النظر عن نوع الإجهاد الذي تعرضت له الفئران فإنها قد أظهرت آثاراً جسدية مماثلة، بما في ذلك تدهور الغدة الصعترية والإصابة بتقرح المعدة. كما قام سيلي بتطويرنظريته عن متلازمة التكيف العامة. في عام 1936، والتي تعرف اليوم باسم «استجابة الإجهاد». وتوصل كذلك إلى أن البشر الذين يتعرضون لفترات طويلة للإجهاد فمن الممكن أن يتعرضوا أيضاً لانهيار النظام الهرموني ونتيجة لذلك يصابون بحالت مثل أمراض القلب وارتفاع ضغط الدم.
وقد اعتبرسيلي هذه الحالات أنها «أمراض تكيف» أو الآثار الناجمة من الإجهاد المزمن بسبب ارتفاع مستوى الهرمونات. وقد قدمت أبحاثه التي قام بها حول استجابات الإجهاد الحاد والمزمن للمجال الطبي.

## علم وظائف الأعضاء
تقوم الحيوانات التي يتم تعريضها لأحداث مؤلمة والتي لا تستطيع التحكم فيها بإفراز هرمون الكورتيكوستيرويدات. كما يتم تنشيط الجانب السمبثاوي من الجهز العصبي وكذلك يتم إفراز هرموني الأدرينالين والنور ارينالين.
يعتبر الإجهاد وسيلة يستخدمها البشر كردة فعل للمواقف الصعبة وربما الخطيرة التي يتعرضون إليها. فما يعرف باستجابة «القتال أو الهروب» عند يدرك المرء تهديداً معيناً- تحفز الشخص لأن يبذل طاقته للقتال أو الهرب بعيداً ليفوز ليحضى بحياته. وتكون هذه الاستجابة ملحوظة عندما تقوم الغدة الكظرية بإفراز الإبنيفرين، والذي يتسبب بدوره لإنقباظ الأوعية الدموية وبالتالي زيادة معدل ضرابات القلب. كما يتم إفراز هرمون آخر وهو هرمون الكورتيزول تحت تأثر ذلك الضغط النفسي. والذي يهدف لرفع مستوى الجلوكوز في الدم والذي يمثل مصدر طاقة رئيسي للخلايا البشرية، وبالتالي فزيادته خلال فترة التعرض للضغط النفسي يساهم في توفير الطاقة بسهولة للخلايا النشطة جداً.
كما يعرف كذلك، أن الإجهاد المزمن قد يرتبط بالفقدان السريع لما يسمى بالتيلوميترات أو الصبغيات والذي يظهر في معظم الدراسات وليس كلها.

## الاستجابة
تعتبر الضغوطات بأنواعها المختلفة، ومدة التعرض للضغط، والخصائص الشخصية جميعها لها أثر على استجابة محور الوطاء - الغدة النخامية - الغدة الكظرية للمواقف العصبية. كما أن محور الوطاء والغدة النخامية والغدة الدرقية ومحوار الغدد الصماء الأخرى لها دور أيضا في الاستجابة للإجهاد النفسي. فأولئك الذين لهم خلفية حافلة من الضغوطات يكون لديهم معدل استجابة أقوى للتوتر من الذين لديهم كمية أقل من الضغوطات.
تُعرَّف المرونة في حالة الإجهاد المزمن بأنها القدرة على التعامل مع الضغوط النفسية ومواجهتها بطريقة صحية. كما أن هناك ست فئات من الموارد التي تؤثر على طرق تكيف الشخص.
- الشخصية (التعاطف / إظهار الرأفة، الالتزام، التفاؤل)
- السمات المتعلقة بالأنا (احترام الذات، الثقة بالنفس، ضبط النفس)
- الاتصال الإجتماعي (الشبكة الاجتماعية، توفر الدعم)
- وجهات نظر ثقافية (معتقدات دينية، معتقدات أخلاقية)
- المهارات السلوكية (المهارات الاجتماعية، الاستجابة للعوطف)
- أخرى (الحالة الاجتماعية والاقتصادية، الصحة العامة)

## الأعراض
قد يتسبب الإجهاد المزمن في إبقاء الجسم في حالة يقظة دائمة، على الرغم من عدم تعرضه لأية خطر. فيمكن أن يؤدي التعرض للإجهاد لفترة طويلة إلى حدوث اضطراب في جهاز المناعة والجهاز الهضمي والقلب والأوعية الدموية والنوم والجهاز التناسلي. كما أن هناك أعراض أخرى قد يعاني منها الأشخاص مثل القلق، الاكتئاب، الحزن، الغضب، الإثارة، العزلة الاجتماعية، الصداع، مشاكل الجلد، مشاكل الدورة الشهرية،  آلام البطن وآلام الظهر وصعوبة في التركيز. كما قد تشمل أعراضاً أخرى مثل نوبات الهلع أو اضطراب الهلع. ومن الممكن كذلك أن يزيد الإجهاد المزمن من خطر إصابة الشخص بالإضطرابات النفسية وبعص الإضطرابات الجسدية مثل أمراض القلب والأوعية الدموية وارتفاع في معدل ضغط الدم والسكري.
نظراً لأن الإجهاد المزمن يكون ناتجاً من مجموعة مختلفة من العوامل البيئية أو التغذوية أو الكيميائية أو المرضية أو الجينية.، فيمكن أن يتسبب في تلف مجموعة واسعة من الأنظمة الفسيولوجية. كما يمكن أن يتسبب هذا الإجهاد في حدوث أشياء أخرى كـ ضمور العضلات، ودفع الجسم لتخزين الطاقة على شكل دهون، وإبقاء نسبة السكر في الدم مرتفعة بشكل غير طبيعي. والتي تشير كل هذه الأعراض إلى مرض السكري. كما أن التعرض المفرط لـ لجلوكوكورتيكويد قد يؤدي إلى ارتفاع ضغط الدم، وتصلب الشرايين، والذي يضاعف خطر الإصابة بالنوبات القلبية.
يعمل كذلك الإجهاد المزمن في التقليل من مقاومة العدوى والإلتهابات كما قد يتسبب في قيام الجهاز المناعي بمهاجمة نفسه.
بما يتعلق بالتأثرات على الدماغ فإن الإجهاد المزمن يقوم بمنع نمو الخلايا العصبية داحل الحُصين (مما قد يضعف الذاكرة). كذلك فإن الأجهاد المزمن يقوم بمنع المسارات العصبية النشطة في عملية الإدراك واتخاذ القرار واذي بدوره قد يسرع من حدوث الشيخوخة. كذلك فإن التعرض لمثل هذا الإجهاد قد يزيد من معدل الخطر لإصابة بالسكتة الدماغية. كما يمكن كذلك أن يؤدي إلى حدوث اضطرابات النوم. (حيث يسبب الكورتيزول اليقظة، لذلك فإن التعرض المفرط لمثل هذا الإجهادكذلك قد يسبب الأرق.